# Шлиттер, Владимир Петрович
Влади́мир Петро́вич Шли́ттер (3 [15] декабря 1839 — 8 [20] июля 1888) — подполковник, участник Кавказской и Русско-турецкой (1877—1878) войн, георгиевский кавалер.

## Биография
Владимир Петрович Шлиттер родился 3 декабря 1839 года, происходил из дворян Тифлисской губернии, получил домашнее образование.
В военную службу вступил 1 октября 1857 года фейерверкером 4-го класса в батарейную № 2-й батарею Кавказской гренадерской артиллерийской бригады, 10 августа получил чин юнкера. 28 сентября 1860 года переведён в горную № 3 батарею 19-й артиллерийской бригады, с 21 марта 1862 года снова служил в Кавказской гренадерской артиллерийской бригаде.
В 1860—1861 годах Шлиттер состоял в Адагумском отряде генерал-майора Бабыча и 8 февраля 1862 года за отличия против горцев был произведён в прапорщики с переводом в Эриванский лейб-гренадерский полк. 15 октября 1864 года за отличие в кампании против горцев в 1863 году произведён в подпоручики (со старшинством от 2 октября). С 1864 по 1867 год состоял при полковом Учебном пехотном батальоне. 22 октября 1867 года получил чин поручика. 11 января 1868 года «за отлично усердную и ревностную службу во время нахождения в Учебном пехотном батальоне» награждён орденом св. Станислава 3-й степени.
30 августа 1870 года произведён в штабс-капитаны. 27 ноября того же года был командирован в окружное интендантское управление Кавказского военного округа и 23 декабря 1870 года назначен чиновником для поручений VIII класса при Тифлисском интендантском складе с зачислением по армейской пехоте, с 13 мая 1871 года был смотрителем магазинов готовых и полуготовых вещей.
19 мая 1873 года вновь принят в Эриванский лейб-гренадерский полк, 20 октября того же года награждён орденом св. Анны 3-й степени и 15 ноября назначен командиром роты Его Величества (1-я рота 1-го батальона). В 1874—1875 годах был командирован в Ливадию со своей ротой для несения караулов в императорском дворце. 29 сентября 1875 года произведён в капитаны и 14 ноября назначен флигель-адъютантом.
Продолжая службу в Эриванском полку Шлиттер в 1877—1878 годах принял участие в кампании против турок на Кавказе. 31 июля 1877 года награждён орденом св. Георгия 4-й степени
«Во главе вверенной ему роты Его Величества на штурме крепости Ардагана 5 мая, несмотря на значительные потери, привёл её первый на центр укреплённого фронта под сильнейшим огнём неприятеля. С занятием означенного пункта турки очистили Сингер».
1 мая 1879 года за боевые отличия произведён в майоры и назначен командующим 1-м батальоном Эриванского полка. В августе—сентябре того же года вновь был на караулах в Ливадии и 3 октября был награждён орденом св. Владимира 4-й степени.
В 1881 году Шлиттер был командирован в Санкт-Петербург в качестве депутата от Эриванского полка для участия в похоронах императора Александра II.
По возвращении в Тифлис умер от хронической Брайтовой болезни 8 июля 1888 года, из списков исключён 11 августа 1888 года.
| ордена отечественные - орден Святого Станислава 3-й степени (1868) - орден Святой Анны 3-й степени (1873) - орден Святого Георгия 4-й степени (1877) - орден Святого Владимира 4-й степени (1879) - орден Святого Станислава 2-й степени (1883) - орден Святой Анны 2-й степени (1887) иностранные - орден Льва и Солнца 3-й степени (Персия, 1878) медали - медаль «За покорение Западного Кавказа 1859—1864» - крест «За службу на Кавказе» - светло-бронзовая медаль «В память русско-турецкой войны 1877—1878» | - фейерверкер (01.06.1857) - юнкер (10.08.1857) - прапорщик (08.02.1862) — награждён - подпоручик (02.10.1864) — награждён - поручик (22.10.1867) - штабс-капитан (30.08.1870) — награждён - капитан (29.09.1875) - майор (01.05.1879) — награждён - подполковник (06.05.1884) |

## Семья
Семейство Шлиттеров сослужило свою службу России. Всех братьев Шлиттеров четыре: Александр, Александр 2-й, Николай и Владимир; все они были в военной службе и все были кавалерами ордена св. Георгия; трое из них погибли в войнах.